# Venedigbugten
Venedigbugten (italiensk: Golfo di Venezia) er en bugt nordvest i Adriaterhavet, mellem den kroatiske halvø Istrien og floddeltaet til den italienske flod Po. Flere floder løber ud i bugten, blandt andet Tagliamento og Piave.
45°19′N 13°00′Ø / 45.32°N 13°Ø